# هلیستون کولمن
هلیستون کولمن (انگلیسی: Holliston Coleman؛ زادهٔ ۳۰ ژوئن ۱۹۹۲) یک هنرپیشه اهل ایالات متحده آمریکا است. وی از سال ۱۹۹۷ میلادی تاکنون مشغول فعالیت بوده‌است.
از فیلم‌های معروف او می‌توان به بازی در فیلم‌های نگهدار کودک و پول کثیف و همچنین سریال پزشک دهکده در نقش سامانتا اشاره کرد.